# Ninfa plebea (romanzo)
(Domenico Rea, Ninfa plebea)
Ninfa plebea è un romanzo dello scrittore Domenico Rea pubblicato nell'ottobre del 1992 per i tipi della Leonardo Editore. 
L'opera si aggiudicò il Premio Strega nel 1993 e ispirò successivamente il film omonimo, uscito nel 1996 per la regia di Lina Wertmüller.
Scritto a più di trent'anni di distanza dal primo (Una vampata di rossore), è il secondo e ultimo romanzo dello scrittore napoletano.

## Trama
La vicenda si snoda a Nofi, città immaginaria sita a trenta chilometri a sud di Napoli (ed identificata solitamente con Nocera Inferiore, cittadina d'origine dello stesso scrittore), a partire dalla seconda metà degli anni trenta fino al 1945.
Da quelle parti, in un basso che “per l'epoca si poteva considerare quasi rispettabile”, vive la giovane Miluzza con la sua famiglia: il padre Giacchino è un modesto sarto, la mamma Nunziata – dal temperamento focoso, vera guida della famiglia – aiuta il marito nell'attività, mentre il nonno Fafele è un apprezzato pizzaiolo.
L'ignoranza e la promiscuità del ménage familiare non risparmiano nulla alla giovane, a dispetto dei suoi tredici anni. “Cresciuta ed educata pressappoco come un pollo da cortile”, Miluzza è abituata ai lavori pesanti. Insieme ad Annuzza, l'amica del cuore con cui stringe un ambiguo sodalizio, esplora le prime meraviglie del sesso. La sua bellezza impubere richiama le attenzioni della cantiniera Moschella, del negoziante don Procolo e finanche del parroco don Aspreno, cui Miluzza è periodicamente comandata a rinfrescare le piaghe causate dall'obesità.
D'altra parte, in tutta Nofi è ben nota l'irrefrenabile sessualità della madre Nunziata che non esita a intrattenersi con i soldati dietro il paravento della sala prove. Il pregiudizio dei compaesani e le naturali pulsioni dell'adolescenza sembrano quindi predestinare Miluzza a un amaro futuro di servilismo e prostituzione. Solo il debole padre Giacchino vorrebbe proteggerla, evitarle una tragica presa di coscienza, arrivando a rimproverare Nunziata di “sbrigarsi” negli istanti in cui la scellerata consuma le sue sfrenate passioni al riparo della tenda.
Ma il destino forza la mano: una notte Miluzza scopre la madre nel pieno della sua perversione, “stracciona seminuda che razzolava misere ebbrezze” a convegno con Di, un militare “alto come le Alpi”. Lo choc è forte, la giovane crede che sia solo un brutto sogno e torna a dormire senza neanche accorgersi che Nunziata, durante l'amplesso carnale, rimane vittima di un'emorragia mortale. Lo scandalo, la perdita del principale punto di riferimento familiare e la sensualità del suo giovane corpo flessuoso vestito a lutto, accelerano la discesa di Miluzza all'inferno.
Dopo un breve periodo in cui aiuta il padre in sartoria, alla morte di questi diventa l'aiutante del nonno Fafele e qui viene notata da don Peppe Arecce, ricco industriale di Nofi. Don Peppe la assume e ne fa la sua amante, iniziandola ai ristoranti di lusso e grandi alberghi della vicina Cava de' Tirreni, Vietri e Napoli.
Invisa e odiata a morte dai nofinesi per la sua corrotta intraprendenza, viene malmenata a sangue dalla moglie di don Peppe, quindi subisce le violenze di un gruppo di giovinastri che la sorprendono tra le mura di casa sua. La sua sorte sembra ormai segnata, solo il pubblico pentimento in occasione della prossima festa di Materdomini potrebbe salvarla, quando un evento improvviso e completamente inatteso sconvolge la vita della cittadina. La guerra piomba nella storia in tutta la sua crudezza: è il 21 giugno 1943, Nofi viene bombardata a più riprese e gli abitanti riparano in una vecchia tufara abbandonata.
Miluzza rifiuta di recarsi al ricovero, barricandosi in casa. È così che dà ricetto a Pietro, un giovane soldato ferito e in fuga verso Corbara, il suo paese di origine. Dapprima lo cura, quindi lo assiste nel suo ritorno a casa, guidandolo tra i monti di Sant'Egidio del Monte Albino. Il viaggio, il pericolo e la straordinarietà degli eventi segnano l'animo dei due giovani battezzando una serena e sincera unione. La famiglia di Pietro accoglie Miluzza a braccia aperte.
La semplicità della vita di campagna e la schiettezza dei nuovi sentimenti la affrancano dal suo angoscioso passato. A guerra finita i due si sposano, nel segno di un miracoloso e catartico ritorno a un'originaria purezza.